# Kream
Kream è un singolo della rapper australiana Iggy Azalea, pubblicato il 6 luglio 2018 come primo estratto dal quarto EP Survive the Summer.
Il singolo ha visto la collaborazione del rapper statunitense Tyga e contiene un sample proveniente dal brano C.R.E.A.M. del Wu Tang Clan da cui riprende anche il titolo.

## Video musicale
Il video di Kream è stato diretto dal regista Colin Tilley, che aveva già collaborato con la rapper per il precedente singolo Savior. Il video è stato pubblicato il 6 luglio, in concomitanza con la pubblicazione del singolo, tramite Vevo sul canale youtube dell'artista. Il video è stato il secondo più visto per una rapper donna fra quelli rilasciati nel 2018, subito dopo I Like It di Cardi B.

## Successo commerciale
La canzone ha debuttato alla 96 posizione della Billboard Hot 100, diventando il primo ingresso della rapper in classifica da Team del 2016.

## Classifiche
| Classifica (2018) | Posizione massima |
| ----------------- | ----------------- |
| Canada            | 54                |
| Irlanda           | 96                |
| Stati Uniti       | 96                |